# Donkey Kong Country 3: Dixie Kong's Double Trouble!
Donkey Kong Country 3: Dixie Kong's Double Trouble! es un videojuego de plataformas de 1996 desarrollado por Rare y publicado por Nintendo para Super Nintendo Entertainment System (SNES). Fue lanzado en noviembre de 1996 en Norteamérica y Japón, y el 13 de diciembre en Europa y Australia. Es la tercera entrega de la serie Donkey Kong Country y sirve como secuela directa de Donkey Kong Country 2: Diddy's Kong Quest. También se relanzó para Game Boy Advance (GBA) en 2005. El juego estuvo disponible para descargar en el servicio de Consola Virtual para Wii en 2007, así como para la Consola Virtual de Wii U en 2014.
La trama se centra en Dixie Kong y su primo, Kiddy Kong, en sus intentos de salvar a Donkey Kong y Diddy Kong capturados del antagonista de la serie, King K. Rool. El juego está ambientado en «Northern Kremisphere», una versión ficticia del norte de Europa y Canadá. Dixie Kong's Double Trouble! utiliza la misma tecnología Silicon Graphics de sus predecesores, que presenta el uso de imágenes en tercera dimensión prerenderizadas. Recibió críticas positivas tras su lanzamiento; los revisores elogiaron las imágenes y varios aspectos, pero la mayoría estaban divididos sobre la banda sonora del juego.

## Jugabilidad
Dixie Kong's Double Trouble! es un videojuego de plataformas en el que los jugadores controlan a Dixie Kong y su primo pequeño, Kiddy Kong, a través de ocho mundos que comprenden un total de cuarenta y ocho niveles. Muchos de los elementos de juego de títulos anteriores de la serie vuelven a aparecer en esta entrega, como barriles, niveles de bonificación que recompensan al jugador con «monedas de bonificación» especiales, fichas DK, ayudantes de animales y un modo multijugador. Los dos Kong jugables tienen habilidades únicas, como la capacidad de Dixie de ralentizar su descenso girando su cola de caballo, y la capacidad de Kiddy de rebotar en aguas abiertas. También pueden levantarse entre sí para ser lanzados por los niveles; el impacto del otro personaje jugador puede revelar pisos agrietados, interruptores ocultos o áreas secretas. En cualquier momento, se puede cambiar de Kong durante un nivel.
Los niveles del juego incluyen una combinación de plataformas, natación y niveles sobre rieles. Se basan en varios elementos y conceptos de juegos predecesores, incluidos bosques, acantilados, fábricas y cimas de montañas. El diseño de niveles es más diverso en comparación con sus predecesores, e incluye acertijos y obstáculos más complejos. Cada nivel tiene un enemigo llamado Koin; de estos oponentes lleva la Moneda DK de su respectivo nivel, sosteniéndola como escudo. Como estos enemigos siempre miran hacia el jugador, deben ser derrotados lanzando un barril de acero sobre ellos para que rebote en una pared detrás de ellos para poder golpearlos por detrás. El mundo del juego también es más complejo, lo que permite a los jugadores explorar entre cada área en lugar de forzarlos a seguir un camino lineal. Para lograr esto, el juego incluye varios vehículos, como una lancha rápida y un aerodeslizador, que pueden usarse para atravesar el mundo y acceder a diferentes mundos.
El juego presenta «amigos animales», que regresan de sus predecesores. Los animales que regresan incluyen a Enguarde, el pez espada, Squitter, la araña y Squawks, el loro. Los nuevos animales incluyen a Ellie, el elefante, que puede aspirar agua a través de su trompa para rociar a los enemigos, y Parry, el «pájaro paralelo», que vuela directamente sobre los personajes del jugador y puede usarse para recolectar elementos fuera de su alcance. Como en el juego anterior, los jugadores pueden controlar directamente a los animales en lugar de simplemente montarlos. Esparcidos por todo el mundo de Northern Kremisphere se encuentran los Brothers Bear, una familia de osos que brindan a los jugadores pistas, elementos clave u otros servicios. Los jugadores pueden recolectar elementos en los niveles para intercambiarlos con los osos por otros elementos o para ayudar a avanzar a niveles posteriores; uno de esos son los Bear Coins, que actúan como moneda del juego. Otros miembros de la familia Kong, como Wrinkly Kong, Swanky Kong y Funky Kong, también se pueden encontrar en todo el mundo, cada uno de los cuales ofrece sus propios servicios.

## Trama

### Personajes
Los personajes jugadores son Dixie Kong, que es la novia de Diddy Kong, y su primo menor, Kiddy Kong. Esparcidos por todo el mundo hay varios otros personajes: Wrinkly Kong aparece en «cuevas para guardar», que cuando ingresan permiten al usuario guardar su partida; Funky Kong juega un papel clave, ya que proporciona vehículos para atravesar el mundo; Swanky Kong, que reaparece del título anterior, permite a los jugadores desafiar a Cranky Kong en un concurso que implica lanzar bolas a objetivos a cambio de Bear Coins. Nuevos en la serie son los Brothers Bear, trece osos que brindan servicios a cambio de Bear Coins, algunas de las cuales son fundamentales para avanzar. El principal antagonista de los juegos anteriores, King K. Rool, reaparece bajo el sobrenombre de «Baron K. Roolenstein».

### Historia
Poco después de los acontecimientos de Diddy's Kong Quest, Donkey Kong y Diddy Kong desaparecen repentinamente en Northern Kremisphere. Dixie Kong parte para encontrar a la pareja y se le une su primo Kiddy Kong y Funky Kong lo ayuda con sus vehículos para atravesar la tierra. Llegan a Kastle KAOS, la guarida de un robot llamado KAOS, que se pensaba que era el nuevo líder de los Kremlings. Después de destruir KAOS, el telón del fondo se levanta para revelar que el robot estaba siendo controlado por Baron K. Roolenstein, el nuevo apodo del Rey K. Rool. Después de que el dúo pelea con él, Donkey y Diddy salen del KAOS destruido, lo que implica que estaban siendo utilizados para alimentar al robot.
Dixie y Kiddy descubren la extinta isla volcánica de Krematoa. Se encuentran con Boomer, un miembro exiliado de Brothers Bear, dentro de su refugio en Anderson. Acepta destruir las rocas que obstaculizan el camino a cambio de monedas de bonificación. Después de que Dixie y Kiddy encuentran todas las monedas de bonificación y cinco ruedas dentadas escondidas en Krematoa, el dúo le da los engranajes a Boomer, quien los coloca en una máquina que reactiva Krematoa, revelando el Knautilus, el submarino personal de K. Roolenstein. Los Kong abordan el submarino y luchan contra él allí, pero él escapa una vez más.
Una vez que los Kong recolectan todas las monedas DK, se las dan a Funky, quien a cambio les da un girocóptero. Luego, el dúo encuentra una criatura enigmática llamada Banana Bird Queen, que está atada a una barrera creada por K. Roolenstein. Ella les dice a los Kong que solo podrá ser liberada si le devuelven a sus hijos separados, y que librará a la tierra de K. Rool si es liberada. Los Kong encuentran a cada uno de sus hijos en una cueva, donde uno de los pájaros queda atrapado en un cristal que se rompe cuando los Kong completan un juego de memoria similar al de Simon. Después de rescatarlos y completar una gran secuencia comercial entre los Hermanos Oso, los Kong devuelven a los niños a la Reina. La Reina y sus hijos cantan, aniquilando la barrera. La Reina procede a perseguir a K. Rool, que huye en un aerodeslizador. Cuando lo alcanza, deja caer una cáscara de huevo gigante encima de él, en la que aterrizan Dixie y Kiddy. Los Kong golpean repetidamente el caparazón, molestando al K. Rool capturado.

## Desarrollo y lanzamiento

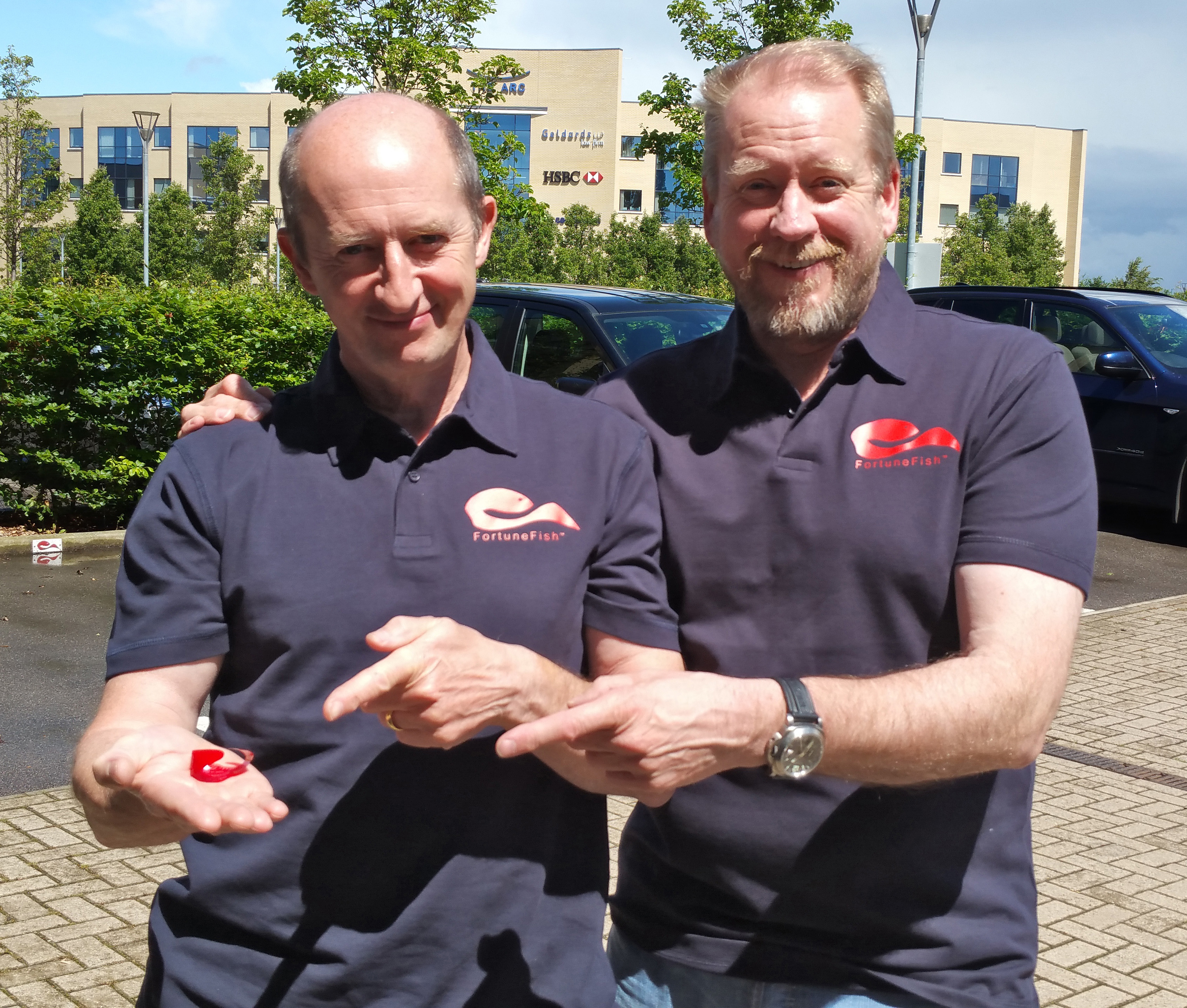
Tim Stamper (derecha) fue el director de Donkey Kong Country 3: Dixie Kong's Double Trouble!

Dixie Kong's Double Trouble! comenzó poco después del lanzamiento de Diddy's Kong Quest, utilizando la misma tecnología de renderizado Silicon Graphics (SGI) y Advanced Computer Modeling (ACM) que sus predecesores, en la que las animaciones 3D prerenderizadas se convierten en sprites 2D. El fundador de Rare, Tim Stamper, volvió a asumir el cargo de director del juego, mientras que los miembros del personal de Rare, Andrew Collard y Paul Weaver, lo diseñaron. La banda sonora fue compuesta por Eveline Fischer, con las pistas adicionales del compositor de la serie David Wise, y Fischer produjo la mayor parte de la música.
Dixie Kong's Double Trouble! se lanzó por primera vez en Norteamérica el 18 de noviembre de 1996 y en Europa y Australia el 13 de diciembre. También estuvo disponible para descargar en el servicio de Consola Virtual de Wii en 2007, así como para la de Wii U en 2014. Posteriormente se lanzó en Nintendo Switch a través del servicio Nintendo Switch Online el 18 de diciembre de 2020. Si bien el juego vendió más de 3,5 millones de unidades en todo el mundo, se ha sugerido que sus ventas se vieron afectadas por su lanzamiento en noviembre, que fue cuando la consola Nintendo 64 se volvió popular después de su lanzamiento en septiembre. Se vendieron 1,7 millones de copias en Japón y 1,12 millones en los Estados Unidos.
Posteriormente se lanzó una adaptación para Game Boy Advance en noviembre de 2005, que incluye una nueva banda sonora compuesta por Wise; el equipo originalmente tenía una «vaga esperanza» de tener tanto la banda sonora original como la nueva en esa versión, pero esto resultó inviable debido a limitaciones de tiempo y de cartucho. El juego también incluía un tema navideño desbloqueable para los niveles de bonificación. Al ingresar «Merry» en la pantalla de selección de archivos, las estrellas y los plátanos cambiarán a campanas y regalos y la música de fondo cambiará a de temática navideña.

## Recepción
El juego recibió críticas positivas tras su lanzamiento. La versión de SNES tiene una puntuación total del 83 % de GameRankings, mientras que la de Game Boy Advance tiene una de 75 %.
Los gráficos y la jugabilidad fueron los aspectos más elogiados. Frank Provo de GameSpot afirmó que los gráficos eran coloridos, vibrantes y «de primera categoría». Los cuatro críticos de Electronic Gaming Monthly los encontraron coloridos e incluso más nítidos que los de entregas anteriores. Dijeron que la jugabilidad, aunque no difiere mucho del título anterior, tiene un amplio diseño inteligente y valor de repetición en los niveles para que sea imprescindible para aquellos a quienes les gustaron los juegos anteriores de la serie. Un crítico de Next Generation argumentó que la similitud percibida con los dos primeros es hasta cierto punto superficial, señalando que sus gráficos son más detallados y nítidos que Donkey Kong Country 2, y sus controles tan refinados, lo que hace que el movimiento y la acción sean más precisos y intuitivo. También elogió mucho los diseños de niveles y el desafío equilibrado. Doctor Devon de GamePro le dio un 4,5 sobre 5 en sonido y factor de diversión y un perfecto 5,0 en gráficos y control, describiendo los fondos como nítidos y coloridos, los niveles submarinos como adecuados para encuadrar y los personajes que muestran más detalles. Lo criticó por repetir en gran medida la jugabilidad de las entregas anteriores, pero aun así encontró el juego muy divertido. Lucas Thomas de IGN opinó que las imágenes de Dixie Kong's Double Trouble! no eran tan impresionantes como las de CGI prerenderizadas en Donkey Kong Country, pero admitió que «todavía se veían geniales» para la tercera entrega. En una revisión retrospectiva, Marcel van Duyn de Nintendo Life elogió las imágenes y los fondos detallados, afirmando que eran «fantásticos» para SNES. Al revisar la versión de Game Boy Advance, un crítico de GamePro pensó que los gráficos aparecían «descoloridos» en la pantalla retroiluminada del sistema, afirmando que los sprites prerenderizados no «aparecían muy bien». Un crítico de Nintendo Master concluyó que las principales fortalezas del juego son sus «hermosos gráficos y guion». Un crítico de Jeuxvideo afirmó que los diversos aspectos hicieron que Dixie Kong's Double Trouble! sea un sello distintivo de la serie.
La música recibió opiniones positivas de los críticos. Doctor Devon comentó que, aunque suena similar a sus predecesores, Dixie Kong's Double Trouble! tiene una música de excelente calidad. Thomas pensó que, en comparación con los otros juegos de Donkey Kong Country, la música de Dixie Kong's Double Trouble! es el que menos destaca, aunque afirmó que fue un «esfuerzo impresionante». Van Duyn comentó de manera similar que la banda sonora no era tan «legendaria» como en su entrega anterior, pero aun así admitió que tenía algunas pistas «geniales». Además, Van Duyn criticó el port de Game Boy Advance por reemplazar toda la música original con nuevas composiciones. Aunque Provo afirmó que la música del de Game Boy Advance era «pegadiza» y «tan buena como la original», señaló que a los devotos del juego original de SNES puede no gustarles.
Los editores de Electronic Gaming Monthly nombraron a Donkey Kong Country 3 en segundo lugar como Juego del año de Super NES —detrás de Tetris Attack— y Juego de desplazamiento lateral del año —detrás de Guardian Heroes—. En 2018, Complex lo incluyó en el número 65 en su lista Los mejores juegos de Super Nintendo de todos los tiempos. IGN clasificó a Donkey Kong Country 3 en el puesto 58 entre sus «100 mejores juegos de SNES de todos los tiempos» y lo describió como una conclusión satisfactoria del ciclo de plataformas de 16 bits de Rare.